# Municipio de South Branch (condado de Crawford)
El municipio de South Branch (en inglés: South Branch Township) es un municipio ubicado en el condado de Crawford en el estado estadounidense de Míchigan. En el año 2010 tenía una población de 2007 habitantes y una densidad poblacional de 7,34 personas por km².

## Geografía
El municipio de South Branch se encuentra ubicado en las coordenadas 44°34′47″N 84°27′9″O / 44.57972, -84.45250. Según la Oficina del Censo de los Estados Unidos, el municipio tiene una superficie total de 273.41 km², de la cual 271,5 km² corresponden a tierra firme y (0,7 %) 1,91 km² es agua.

## Demografía
Según el censo de 2010, había 2007 personas residiendo en el municipio de South Branch. La densidad de población era de 7,34 hab./km². De los 2007 habitantes, el municipio de South Branch estaba compuesto por el 98,16 % blancos, el 0,05 % eran afroamericanos, el 0,25 % eran amerindios, el 0,4 % eran asiáticos, el 0,1 % eran de otras razas y el 1,05 % eran de una mezcla de razas. Del total de la población el 1,4 % eran hispanos o latinos de cualquier raza.